# Servia
Servia (grčki: Σέρβια, Sérvia) jest naseljeno mjesto gradskog tipa u Periferiji Zapadna Makedonija, prefektura Kozani, Grčka.
Od 2011. dio je općine Servia-Velvendo čije je i administrativno sjedište (do tada je pripadalo istoimenoj posebnoj općini Servia). Naselje se nalazi na zapadnim obroncima planine Kambunice, odnosno uz desnu obalu rijeke Bistrice.
Po popisu stanovništva iz 2011. u naselju je živjelo 3 540 stanovnika.

## Povijest
U knjizi O upravljanju carstvom koja se pripisuje bizantskom caru Konstantinu VII. Porfirogenetu iz 10. stoljeća se navodi da su ovaj grad osnovali Srbi. Ivan Tomko Mrnavić u knjizi Život svetog Save spominje da je sveti Sava u ovom gradu bio katolički biskup. Spiridon Gopčević u putopisnoj knjizi Stara Srbija i Makedonija navodi podatak da su u Serviji Srbi pogrčeni, ali da u okolici ima još devet srpskih sela. Antun Radić iz slavenskog hidronima Bistrica (koja teče pored ovog mjesta) konstatira da smo tu još doma (autohtoni). Sveta mučenica Nedjelja je zaštitnica ovog mjesta, po crkvenoj tradiciji.